# Rolf Werner (Maler)
Rolf Werner (* 11. September 1916 in Leipzig; † 6. Oktober 1989 in Bansin) war ein deutscher Maler.

## Leben
Rolf Werner studierte nach seiner Schulzeit 1931/1932 zwei Semester an der Kunstgewerbeschule Leipzig.  Von 1932 bis 1936 absolvierte er eine Lehre als Retuscheur und war in dieser Zeit auch Schüler an der Johannes-Gutenberg-Schule in Leipzig. Von 1937 bis 1939 besuchte er die Meisterklasse von Georg Belwe an der Staatlichen Akademie für graphische Künste und Buchgewerbe. Ab 1939 nahm er als Angehöriger der Wehrmacht am Zweiten Weltkrieg teil. 1946 kam er aus englischer Kriegsgefangenschaft nach Leipzig zurück. Dort arbeitete er bis 1952 beim Volksbildungsamt. Ab 1953 war er als freischaffender Maler tätig. Er war Mitglied des Verbands Bildender Künstler der DDR. 1953 zog er auf die Insel Usedom, wo er 1956 heiratete. Seine Frau Sigrid († 2014) war Zahnärztin und ermöglichte damit seine freischaffende Tätigkeit, ohne dass er Bilder verkaufen musste. Einige Werke Werners hängen in Museen in Greifswald, Rostock, Berlin, Bernburg und Stralsund. Der Großteil seines Schaffens befindet sich in seinem ehemaligen Wohn- und Atelierhaus in Bansin, heute das Rolf-Werner-Gedenkatelier.

## Ausstellungen (Auswahl)
- 1954: Leipzig, Bezirkskunstausstellung
- 1962 bis 1988: Dresden, Fünfte bis X. Deutsche Kunstausstellung bzw. Kunstausstellung der DDR
- 1969 bis 1984: Rostock, fünf Bezirkskunstausstellungen
- 1979: Berlin, Altes Museum („Jugend in der Kunst“)
- 1985: Erfurt, Gelände der Internationalen Gartenbauausstellung („Künstler im Bündnis“)

## Bildbänder (Auswahl)
- 1956: Russisches Märchen: Mischka – der Bär (Bearbeiterin: Ilse Korn, hrsg. von Gesellschaft für Deutsch-Sowjetische Freundschaft)